# MTV Video Music Awards 1997
Gli MTV Video Music Awards 1997 sono stati la 14ª edizione dell'omonimo premio e si sono svolti il 4 settembre 1997. 
Questa edizione è stata presentata da Chris Rock e si è svolta al Radio City Music Hall di New York. 
Jamiroquai è stato l'artista più nominato di questa edizione (9 nomination) e anche uno di quelli con più vittorie (4 premi). Segue Beck che ha ricevuto sei nomination, e ha vinto anch'egli in quattro categorie.

## Esibizioni
- Puff Daddy (feat. Faith Evans, 112, Ma$e & Sting)
- Jewel
- The Prodigy
- The Wallflowers (feat. Bruce Springsteen)
- Lil' Kim & Da Brat & Missy Elliott & Lisa "Left-Eye" Lopes & Angie Martinez
- U2
- Beck
- Spice Girls
- Jamiroquai
- Marilyn Manson

## Vincitori e candidati
I vincitori sono scritti in grassetto.

### Video dell'anno
- Jamiroquai - Virtual Insanity
- Beck - The New Pollution
- Jewel - You Were Meant for Me
- Nine Inch Nails - The Perfect Drug
- No Doubt - Don't Speak

### Miglior video maschile
- Beck - Devils Haircut
- Babyface - Everytime I Close My Eyes
- R. Kelly - I Believe I Can Fly
- Will Smith - Men in Black

### Miglior video femminile
- Jewel - You Were Meant for Me
- Erykah Badu - On & On
- Toni Braxton - Un-Break My Heart
- Meredith Brooks - Bitch
- Paula Cole - Where Have All the Cowboys Gone

### Miglior video di un gruppo
- No Doubt - Don't Speak
- Blur - Song 2
- Counting Crows - A Long December
- Dave Matthews Band - Crash Into Me
- The Wallflowers - One Headlight

### Miglior video rap
- The Notorious B.I.G. - Hypnotize
- Blackstreet feat. Dr. Dre - No Diggity
- Dr. Dre - Been There, Done That
- Missy Elliot - The Rain (Supa Dupa Fly)

### Miglior video R&B
- Puff Daddy $ The Famiyl feat. Faith Evans & 112 - I'll Be Missing You
- Babyface feat. Stevie Wonder - How Come, How Long
- Erykah Badu - On & On
- Blackstreet feat. Dr. Dre - No Diggity
- Toni Braxton - Un-Break My Heart

### Miglior video dance
- Spice Girls – Wannabe
- The Chemical Brothers - Block Rockin' Beats
- Freak Nasty - Da Dip
- The Prodigy - Breathe

### Miglior video rock
- Aerosmith - Falling in Love (Is Hard on the Knees)
- Dave Matthews Band - Crash Into Me
- Foo Fighters - Monkey Wrench
- Marilyn Manson - The Beautiful People
- Rage Against the Machine - People of the Sun

### Miglior video alternativo
- Sublime - What I Got
- Beck - The New Pollution
- Blur - Song 2
- Foo Fighters - Monkey Wrench
- Nine Inch Nails - The Perfect Drug

### Miglior artista esordiente
- Fiona Apple - Sleep to Dream
- Meredith Brooks - Bitch
- Hanson - MMMBop
- Jamiroquai - Virtual Insanity
- The Wallflowers - One Headlight

### Video innovativo
- Jamiroquai - Virtual Insanity
- The Chemical Brothers - Setting Sun
- Daft Punk - Da Funk
- Missy Elliot - The Rain (Supa Dupa Fly)
- Radiohead - Paranoid Android

### Scelta del pubblico
- The Prodigy - Breathe
- Puff Daddy & The Family feat. Faith Evans & 112 - I'll Be Missing You
- Jewel - You Were Meant for Me
- Spice Girls - Say You'll Be There
- The Wallflowers - One Headlight

### Miglior video da un film
- Will Smith - Men in Black
- Iggy Pop - Lust for Life
- R. Kelly - I Believe I Can Fly
- Bruce Springsteen - Secret Garden

### Miglior regia
- Beck - The New Pollution
- Missy Elliot - Rain (Supa Dupa Fly)
- Jamiroquai - Virtual Insanity
- Nine Inch Nails - The Perfect Drug
- The Smashing Pumpkins - The End Is the Beginning Is the End

### Miglior coreografia
- Beck - The New Pollution
- Cibo Matto - Sugar Water
- Dr. Dre - Been There, Done That
- Jamiroquai - Virtual Insanity
- Will Smith - Men in Black

### Miglior effetti speciali
- Jamiroquai - Virtual Insanity
- Eels - Novocaine for the Soul
- Marilyn Manson - The Beautiful People
- The Smashing Pumpkins - The End Is the Beginning Is the End
- Will Smith - Men in Black

### Miglior direzione artistica
- Beck - The New Pollution
- Jamiroquai - Virtual Insanity
- Marilyn Manson - The Beautiful People
- Nine Inch Nails - The Perfect Drug

### Miglior montaggio
- Beck - Devils Haircut
- Jamiroquai - Virtual Insanity
- The Smashing Pumpkins - The End Is the Beginning Is the End
- The Wallflowers - One Headlight

### Miglior fotografia
- Jamiroquai - Virtual Insanity
- Eels - Novocaine for the Soul
- Nine Inch Nails - The Perfect Drug
- The Smashing Pumpkins - The End Is the Beginning Is the End